# Cathilaria rigidae
Cathilaria rigidae is een vliesvleugelig insect uit de familie Eurytomidae. De wetenschappelijke naam is voor het eerst geldig gepubliceerd in 1999 door Zerova.